# Felix Ekpo
Felix Ekpo (* 10. Mai 1981 in Calabar, Cross River) ist ein nigerianischer Gewichtheber. Er kämpft in der Gewichtsklasse bis 77 Kilogramm (Mittelgewicht). Seine persönliche Bestleistung im Zweikampf (Reißen und Stoßen) liegt bei 335 kg, die er bei den afrikanischen Meisterschaften 2008 erzielte.

## Karriere
Mit der Leistung von 333 kg (Reißen 152 kg / Stoßen 181 kg) gewann Ekpo die Goldmedaille bei den Afrikaspielen 2007 in Algier.
Bei den Gewichtheber-Weltmeisterschaften 2007 erzielte Ekpo Platz 23 mit 327 kg. Bei den afrikanischen Gewichtheber-Meisterschaften 2008 gewann er mit einem Gesamtgewicht von 335 kg Gold im Reißen und Silber im Stoßen.
Er nahm an den Olympischen Sommerspielen in Peking 2008 teil und belegte Rang 15 mit 325 kg Gesamtgewicht. Bei den Olympischen Sommerspielen 2012 in London erreichte er den achten Platz mit 331 gehobenen Kilogramm im Zweikampf.